# Jürgen Enz
Jürgen Enz (* 1941; † 9. November 2020 in München) war ein deutscher Sexfilm- bzw. Erotikfilm-Regisseur, Drehbuchautor und Schauspieler.

## Leben und Wirken
Bereits während seines Studiums machte Enz erste Erfahrung mit der Filmbranche, damals als Filmvorführer. Später spielte er elf Jahre in Stuttgart Theater. Dann ging er nach München, um eine Synchronfirma zu gründen, in der u. a. Heiner Lauterbach synchron sprach.
Seine Filme, überwiegend Sex- bzw. Lederhosenfilme, entstanden in den Jahren von 1973 bis 1990. Nach seinem 1974 veröffentlichten Streifen Wo der Wildbach durch das Höschen rauscht benannte Stefan Rechmeier sein 2005 veröffentlichtes und häufig zitiertes Werk Das etwas humorvolle Lexikon des deutschen Erotikfilms. Wo der Wildbach durch das Höschen rauscht (MPW, Hille 2005, ISBN 3-931608-66-2). Einige von Enz' Filmen drehte dieser auch unter den Pseudonymen Jörg Michael, Kenneth Howard, William Howard und Bert Haid. Seinen Heimatfilm Herbstromanze realisierte er 1980 in der Gegend um Oberkirchen. Wie  Gunter Otto und Hans Billian wechselte auch Enz, „der B-Filmer unter den B-Filmern“, ins Hardcorefilmgeschäft. Er selbst sagte in einem Interview im Jahr 2015, dass es von seinem Film Porno Kneipe keine Softfassung gab.
Nachdem er aus dem aktiven Filmgeschäft ausgestiegen war, übernahm er 1995 in Unterschleißheim-Lohhof ein 80-sitziges Kino namens Capitol. 2006 musste er das Kino schließen.
.

## Zitate
„Bei Jürgen Enz kann man den ganzen Film über nur auf die Tapeten schauen und sich von dort aus die Welt erschließen, die Jürgen Enz filmt – ein Kleinbürgertum, das es heute nicht mehr gibt.“

## Filmografie
- 1971/1972: Sex hinter geschlossenen Türen
- 1973: Feuchte Träume junger Frauen
- 1974: Wo der Wildbach durch das Höschen rauscht – Witwen-Report
- 1977: Gaudi in der Lederhose
- 1977: Sexgaudi am Königssee
- 1977: Falsche Scham – Gefahren der Liebe
- 1977: Nackt und keß am Königssee
- 1978: Die neuen Abenteuer des Sanitätsgefreiten Neumann
- 1978: Das Sex-Abitur – Heiße Liebe in Blue Jeans
- 1978: Geheime Lüste blutjunger Mädchen
- 1978: Porno Kneipe
- 1978: Blutjunge Lolitas
- 1979: Kohlpiesels Töchter
- 1979: Die Liebesvögel – Küss mich da, wo ich es mag …
- 1979: Die sexgierigen Töchter
- 1979: Aus dem Tagebuch einer Siebzehnjährigen
- 1979: Heiße Träume auf der Schulbank
- 1980: Laß knacken Schätzchen – Gauner der Liebe
- 1980: Der Sexbaron von St. Pauli
- 1980: Verbotene Spiele auf der Schulbank
- 1980: Herbstromanze
- 1981: Drei Dirndl in Paris
- 1981: Intime Stunden auf der Schulbank
- 1981: Sex-Abitur 2. Teil
- 1982: Das liebestolle Internat
- 1982: Süße Biester – Flotte Jungs
- 1982: Waidmannsheil im Spitzenhöschen
- 1984: Lüsterne Engel
- 1984: Das französische Frühstück
- 1985: Schwabinger Girls
- 1986: Die Perverse Pariserin
- 1990: Josefine Mutzenbacher